# David Maria Turoldo
David Maria Turoldo (svjetovno ime: Giuseppe; Coderno, 22. studenoga 1916. – Milano, 6. veljače 1992.) je talijanski pjesnik i teolog, redovnik Sluga Blažene Djevice Marije. Bio je jednim od najreprezentativnijim eksponenata katoličke obnove u drugoj polovici 20. stoljeća, za kojeg vrijedi naslov „coscienza inquieta della Chiesa”. Za vrijeme nacističke okupacije Milana, od 8. rujna 1943. do 25. travnja 1945., aktivno je surađivao s talijanskim antifašistima, djelujući i distribuirajući iz svog konventa ilegalni časopis l'Uomo (Čovjek).
U Hrvatskoj mu je objavljena pjesma Majko, mnogo je godina prošlo u prijevodu Miljenka Stojića.